# ボボボーボ・ボーボボ 脱出!!ハジケ・ロワイアル
『ボボボーボ・ボーボボ 脱出!!ハジケ・ロワイアル』（- だっしゅつ -）は、2005年3月17日にハドソンから発売されたゲームキューブ専用ゲームソフトである。

## 概要
通常の移動場面は、3D上のマップで移動、走る、ジャンプ、などといったアクションゲーム的な要素がある。戦闘場面は、円状の土台から相手を突き落とすといった戦いが繰り広げられる。
移動中に手に入れたフィギュアやアイテムを見ることができたり、原作者である澤井啓夫が今までのボゲー（『ボボボーボ・ボーボボ』のゲーム作品）用に描き下ろした絵などを見ることができたりなど今までのボゲーよりお楽しみ要素が増えた。また、GBAケーブルを使用することで過去のボゲーのミニゲームの一部をGBAにダウンロードすることも可能。
現時点で最後のボゲーであり、ハドソンから発売されたゲームキューブ用ゲームタイトルとしても最後の作品となった。

## ストーリー
ある日ボーボボたちに謎の手紙が届いた。その手紙は監獄島への招待状で、ビュティ以外のメンバーは自分の願いを叶えるため、怪しむことなく監獄島へ。しかしそれは毛狩り隊による罠だったことは誰も知らない…

## ゲームモード
ストーリーモード
ボーボボ達を操作し、監獄島を探索し脱出することが目的。
鼻毛道場
本作品の対戦モード。キャラクターはストーリーで出てきた全40名の中から4名を選び、バトルモードに入る。最初はボーボボ、首領パッチ、ところ天の助、ソフトンしか選択できないが、ストーリーモードで仲間にする、ストーリーモードで倒す、ミニゲーム・フィギュア・キャラ図鑑をそれぞれ全て揃える等でアンロックされる。
ヒミツの通信
GBAと通信することによって、歴代のミニゲームの一部をGBAに転送したり、メインキャラクターの隠し奥義を使用可能にできる。隠し奥義の入手にはGBA用ソフト『爆闘ハジケ大戦』が必要になる。詳しくはボボボーボ・ボーボボ 爆闘ハジケ大戦#GC用ソフト『脱出!!ハジケ・ロワイアル』との通信を参照。
ギャラリー
ストーリーモードで集めたムービー、フィギュア、設定資料、BGM・キャラクターボイス、キャラクター図鑑を観賞できる。
オプション
コントローラの振動設定、メッセージスピードの設定が可能。

## バトルルール
自分以外のキャラクターを場外に落とすことで、相手のハジケ魂を減らすことができ、0にすれば勝利となる。ストーリーモードではボーボボチームと敵チームに分かれての対戦となり、敵チーム全員のジケ魂を0にすれば勝利となるが、仲間（CPU）のハジケ魂が残っていても自分のプレイしているキャラクターのハジケ魂が無くなった時点で敗北となる。ストーリーモードで敗北しても特定地点まで戻されるだけでアイテムを失うなどのペナルティはない。ハジケゲージが溜まった状態（キャラクターの顔アイコンが赤く光った状態）でコマンドを入力すると奥義を使用できる。

## 登場人物
40人登場。ストーリーモードにおいてはボーボボ、首領パッチ、天の助、ヘッポコ丸、ソフトン、田楽マンを操作できる。CPUに設定した場合キャラクターによって行動思考が異なり、敵味方構わずに攻撃するか、敵のみを狙って攻撃するかが異なる。
ボボボーボ・ボーボボ（声：子安武人）
鼻毛を自在に操ることができる鼻毛真拳奥義伝承者。本作品の主人公でバランスタイプのキャラクター。ツルリン戦隊ジェイルフラッシュのリーダー「ジェイルレッド」に握手してもらうために監獄島へ行った。CPUに設定した場合、敵味方構わず攻撃する。
ビュティ（声：野中藍）
ボーボボの仲間であり、ゲーム中の重大なツッコミ役。今作では彼女を操作することができず、ただ着いて行くという設定。
つけもの（声：斉藤貴美子）
本作品の序盤とエンディングにのみ登場。第1章で操作説明をしてくれるが、ボーボボによってひどい目にあう。
首領パッチ（声：小野坂昌也）
学食のカレーライスを目当てに監獄島へ行った。ダッシュのスピードと距離が最高レベルとなっている。監獄に捕らわれているところを救出することで仲間にできる。CPUに設定した場合、敵味方構わず攻撃する。
ヘッポコ丸（声：進藤尚美）
神話伝承の演劇を鑑賞するために監獄島に行く。オナラ真拳の使い手であるため、奥義の射程が後方に展開される。火山で救出することができるが、ゲーム進行によっては救出せずにクリアすることができる。CPUに設定した場合、敵のみを攻撃する。
ところ天の助（声：園部啓一）
ところてん世界サミットが開かれるのを期待し監獄島へ行ったが、森でボーボボ達と再会し、キャプテン石田に騙されていたことを知る。移動スピードは遅いが、場外に落下しにくい。CPUに設定した場合、敵味方構わず攻撃する。
ソフトン（声：緑川光）
氷菓子品評会の審査員に出席するために監獄島に行った。森でソフトクリームのバイトをしている時にボーボボと再会する。攻守に優れたバランスタイプのキャラクターだが、ブレーキ力が低い。CPUに設定した場合、敵のみを攻撃する。
魚雷ガール（声：西川宏美）
森でボーボボ達のおふざけを嗅ぎ付け、飛んでくる。ソフトンを探すついでに破天荒を補習目的で連れ去る。本作ではボーボボ達の仲間にならず、ストーリー上で戦うことや操作することはできないが、鼻毛道場モードではプレイアブルとして登場する。
破天荒（声：岸尾大輔）
森で毛狩り隊に狙われたボーボボを助け、ジェイルの復活を知らせようとしたが魚雷ガールに連れ去られる。魚雷ガール同様、ボーボボ達の仲間にならず、ストーリー上で戦うことや操作することはできないが、鼻毛道場モードではプレイアブルとして登場する。
田楽マン（声：金田朋子）
ネットのオフ会で友達を作るために監獄島に行く。移動スピードが速いが、奥義を使用すると自分までダメージを受けてしまう。火山で救出することができるが、ゲーム進行によっては救出せずにクリアすることができる。CPUに設定した場合、敵味方構わず攻撃する。

### 融合戦士
バトル中、融合戦士の組み合わせのキャラがいる際にボーボボが各融合戦士のアイテムを取ると融合できる。田ボは5時間、それ以外は1分で融合が解けてしまう。ハジケ魂が無くなることでも融合は解除される。操作はボーボボのプレイヤーが行うことになり、ボーボボがCPU操作の場合融合戦士もCPU操作になる。
ボボパッチ（声：三浦祥朗）
組み合わせはボーボボ、首領パッチ。
ボボパッチの助（声：田中大文）
組み合わせはボーボボ、首領パッチ、天の助。ストーリーモードでは2章以降登場。
パッチボボ（声：中尾良平）
組み合わせはボーボボ、首領パッチ。ストーリーモードでは3章以降登場。
田ボ（声：井上富美子）
組み合わせはボーボボ、田楽マン。ストーリーモードでは3章以降登場。

### ボス
L（声：池田千草）
監獄島のボス。見た目は小さくて弱そうだが、足が速く巨大なバイクによる突撃は強力。技は「ウイリー」「エル・ストーム」。
ジェイル（声：増谷康紀）
Jと融合したLの真の姿。ブラックチェーン真拳の使い手。あまりの強さ故にツルリーナ4世によって監獄島に封印されていた。

### 敵キャラクター
ハーゲン、マイテル、ひさし君
毛狩り隊G、H、Mブロック隊長。監獄の中ボス。自分達を無視したボーボボに怒る（ボーボボ曰く、存在が背景とマッチして気づかなかったとのこと）。
キラリーノ（声：江川央生）
監獄に登場。ストーリー上では二度ボーボボの前に立ちはだかり、1戦目はパピットマン、ウサギのウサちゃんと、2戦目はライス、ふんどし太郎と組む。
パピットマン、ウサギのウサちゃん
キラリーノのお供。
ふんどし太郎
キラリーノ（2戦目）のお供。
ライス（声：笹田貴之）
監獄に登場。キラリーノとの2戦目で戦う。
コンバット・ブルース
森の中ボスで、T-500、キャプテン石田と組む。
T-500、キャプテン石田
コンバット・ブルースのお供。
ランバダ、詩人
森のボス。
風神のジェダ、疾風のゲハ
火山の中ボス。
ハンペン、宇治金TOKIO、お茶づけ星人
火山のボス。
OVER（声：谷山紀章）
マルガリータ四天王の一人。灯台のボスの一人で、ハレクラニ、ギガと組んで戦う。他の二人とは仲が悪い。
ハレクラニ（声：森田成一）
ギガ（声：龍谷修武）
超色男（ナイスガイ）、アース、闇夜叉
灯台の中ボス。三人共過去のゲームのオリジナルキャラ。

### その他
ストーリーモードにおけるイベントキャラクター。作中で操作することはできない。
サービスマン（声：太田真一郎）
本作ではイベントのみの登場で、ボーボボ達と戦うことはない。灯台には巨大なサービスマンがいる。
キング鼻毛さん（声：竹本英史）
森で遭遇する他、パッチボボの奥義で登場する。
軍艦（声：大友龍三郎）
マルガリータ四天王の一人で、火山に登場。ストーリー上で彼と戦うことはない。
スズ
軍艦の部下。ストーリー上で彼女と戦うことはなく、テレポート能力でボーボボ達をサポートしてくれる。
J
本作では戦うことはなく、Lと融合させられる。

## 奥義
一定量ハジケゲージが溜まった状態で、決められたコマンドを入力することで奥義を使用することができる。奥義を発動した際に、各奥義ごとに設定された発動範囲に他のキャラクターがいなかった場合は何も起きない。
ボボボーボ・ボーボボ
鼻毛真拳奥義 校長スピーチ
鼻毛真拳最終奥義 鼻毛横丁
鼻毛真拳マル秘奥義 聖鼻毛領域（ボーボボワールド）
鼻毛真拳奥義 地獄百舌落とし
合体奥義 ところてんマグナム（ところ天の助との合体）
合体奥義 ライトニング鼻毛ボール（首領パッチとの合体）
プルプルっと超極悪聖鼻毛馬鹿斬血ぬ真拳奥義 "∞"（サザンクロス）（首領パッチ・ところ天の助との合体）
首領パッチ
ドンパッチ 手裏剣アタック
必殺 針千本
無敵要塞ザイガス
奥義 しみったれブルース
合体奥義 双龍牙斬烈破（ところ天の助との合体）
合体奥義 LOCKサーフィン（破天荒との合体）
ところ天の助
プルプル真拳奥義 ところ天鉄砲
プルプル真拳奥義 オロチ拳
プルプル真拳奥義 アメーバ空域
プルプル真拳奥義 ところてんトレイン
プルプル真拳奥義 漢ブーメラン（ヘッポコ丸との合体）
ところてん 怒りの乱舞（魚雷ガールとの合体）
ソフトン
バビロン真拳奥義 ジャマイカの情熱
バビロン真拳奥義 ルクセンブルグの雷鳴
バビロン真拳奥義 エチオピアの太陽暦
バビロン真拳奥義 バビロンの裁き
バビロン・オナラW真拳奥義 バビナラ（ヘッポコ丸との合体）
ヘッポコ丸
オナラ真拳奥義 弥生
オナラ真拳奥義 皐月
オナラ真拳奥義 神無月
オナラ真拳裏奥義 師走
プルプルアンドオナラ真拳奥義 こき逃げジェット（ところ天の助との合体）
バビロン真拳アンドオナラ真拳（ソフトンとの合体）
田楽マン
超田楽パンチ
超田楽マシンガンパンチ
ファイティング田楽マン
田楽シュート+偶然のW超田楽パンチ（ボーボボとの合体）
田楽花火（ボーボボとの合体）
オレ達の友情は永遠だ（ボーボボ・首領パッチとの合体）

## ステージ
監獄
毛狩り隊に騙され、ボーボボ達が捕らわれた監獄。迷路のように入り組んでいる。
森
監獄を出た先に広がる森。一発キャラの像が点在する。
火山
火山に造られたアスレチック状のステージ。ジャンプや鎖を駆使して進む。
灯台
螺旋階段を上り、小部屋のワープゾーンを活用して進む。中心部には巨大なサービスマンが鎮座する。
監獄城
監獄島中心部に位置するジェイルの居城。周囲を海に囲まれているが、灯台が倒れたことで入れるようになった。今までのボスが再び襲いかかる。

## ボゲーセレクション
過去にGBA向けに発売されたシリーズ作に収録されているミニゲームをGBAケーブルを用いてGBA本体に転送することで、GBA本体上でプレイすることができるようにするモード。ストーリーモードで隠されているアイテムとして見つけることでアンロックされる。
- 地獄の門（ヘルズゲート）
- 忍者おちょぼ口君
- キャプテン石田の火星でポン
- プルコギゲームX
- ぬ献上ゲーム
- 田楽旗上
- DENBO CHAN

## 主題歌

### デモムービー
- 『バカサバイバー』（歌：ウルフルズ）
  - TVアニメのオープニングムービーからクレジット表記を排したものになっている。

### ストーリーモードオープニングムービー
- 『WILD CHALLENGER』（歌：JINDOU）
  - TVアニメの第1話～第32話で使用されていた主題歌と同じもの。ムービーはボーボボ達が監獄島へ向かう様子を描いた、本作用に描き下ろされた新規ムービーとなっている。

## 関連書籍
- ハドソン公式 ボボボーボ・ボーボボ 脱出!!ハジケ・ロワイアル
  - 集英社発行、ISBN 4-08-779318-4